# 生贄 (能)
『生贄』（いけにえ）は、能楽作品のひとつ。

## 概要
物語の舞台は駿河国富士下方（現在の静岡県富士市）であり、同地の吉原宿と富士の御池（三股淵）が登場する。
内容は人身御供を主題とした生贄の神事を題材とする泣き能であり、人間の親子の愛情を語るものである。筋書きとして臨時の人柱ではなく毎年の祭として人身御供が行われている特異性が指摘され、また生贄の対象が在地の人物ではなく旅人である点も特徴である。
本作は『自家伝抄』において宮増作と伝えられ、『能本作者註文』・『歌謡作者考』・『異本謳曲作者』においては世阿弥作と伝えられる。「池贄」「生熱」「犧牲」とも。『言継卿記』の天文年間の記録には以下のようにある。
観世大夫勘定猿楽有之（中略）高砂、維盛、輪蔵、池贄、張良、猩々七番有之（天文14年（1545年）3月7日条）
大和宮内大輔音曲本両冊蟻通、養老、返遣之、又両冊池にへ、だんふう、到（天文23年（1554年）8月18日条） 

また丹波猿楽梅若座による演能記録が残り、天正14年（1586年）3月に複数回、天正18年4月の例が認められる。 慶長4年（1599年）7月には細川幸隆が長岡妙佐（清原宣賢の子）に生贄の謡について尋ねるなどしている。
近世の例としては『慶長日件録』慶長9年（1604年）6月25日条に「殿中御猿楽見物二参、大夫観世、矢立賀茂・八嶋・二人静・舟弁慶・生贄・三輪・是界・返魂香・山姥・養老」とある。また宝永4年（1707年）10月および宝永7年（1710年）の演能記録がある（御城御内証御能御囃組）。
このように、中世および近世において、演目とされてきた。

## 登場人物
前シテ
旅の男
後シテ
日の御子（神）
ツレ
旅の男の妻
子方
旅の男の娘
アイ
吉原宿の宿主
ワキ
神主
トモ
神主の従者

## あらすじ

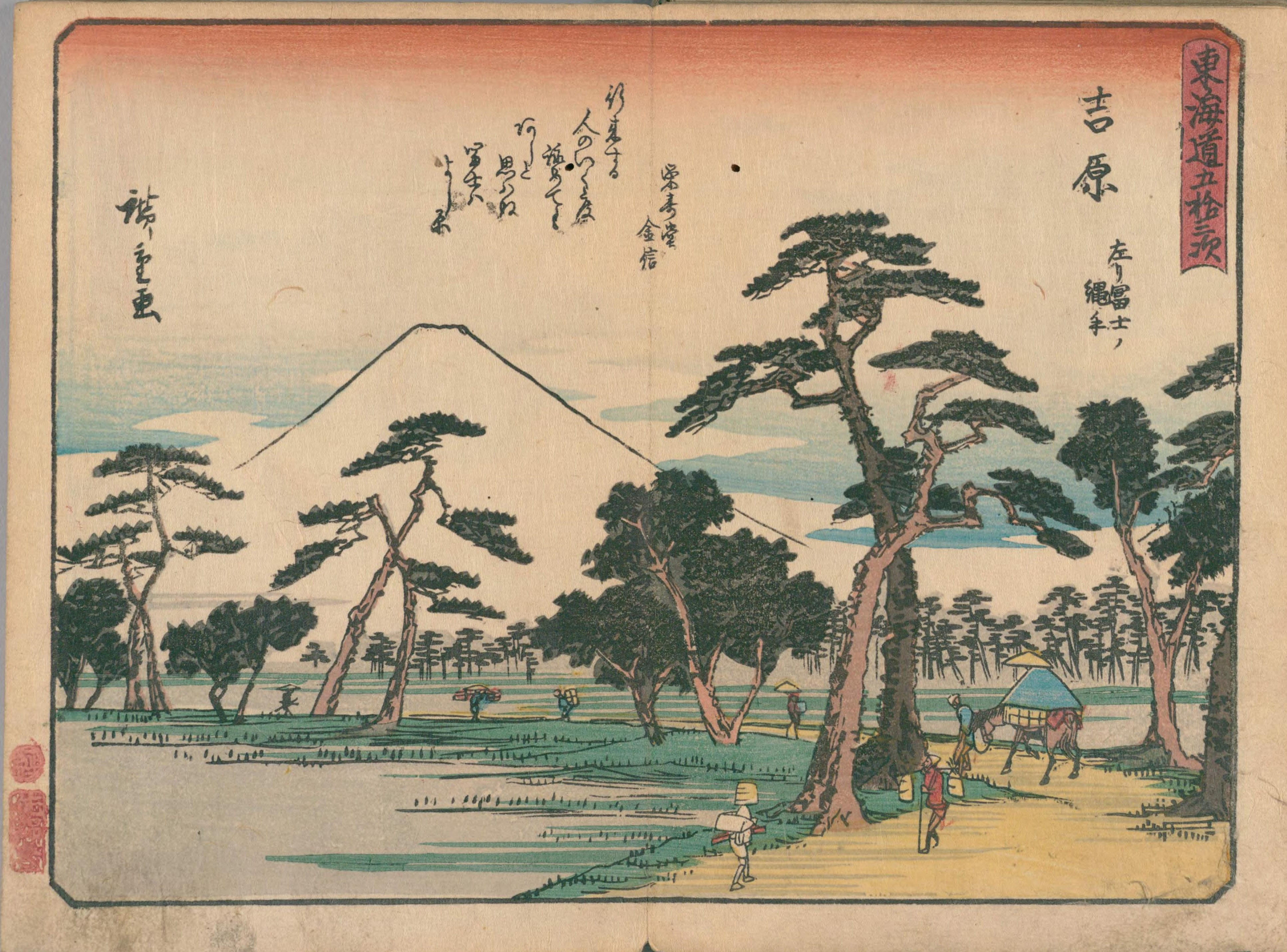
吉原宿（歌川広重『東海道五拾三次』より）

『校註 日本文学大系』・『謡曲三百五十番集』より意訳。
ある家族が都方に住んでいたが没落し、居住が叶わなくなった。そこで東国の知人を頼みとし、父（前シテ）および母（ツレ）とその娘（子方）は東方への旅路へ出る。一行は駿河国の吉原宿に着き宿泊したが、宿主（アイ）に驚きの事実を伝えられる。宿主が密かに述べるところによると、この富士下方の地では大蛇が住む富士の御池へ毎年1人を生贄に捧げる風習があり、今夜の宿泊者はその生贄を選ぶ明日の御籤に参加する義務があるという。
そこで親子は夜に宿を抜け出そうとするが、これを知った当地の神主（ワキ）とその従者（トモ）が探し回り捕まってしまう。娘の父は「この地に縁もゆかりも無い旅人が一夜泊まったのみで御神事への参加を強制されるのは心外である」と必死に述べるが、神主は「昔よりの大法」としてこれを強行する。
翌日、富士の御池で御籤引きが行われた。対象は数百人であった。箱から1人ずつ御籤を取り、外れた者が喜ぶ中、旅人の娘（子方）が当たってしまう。娘は泣き伏し、母も「娘のために東国へ下ってきたのにどうすればよいのか」と嘆く。しかし娘は「この籤を母や父が取ってしまったら私はどうすれば良いか分からない」とし、「さりながら只今別れ参らすべき」と気丈に振る舞う。その後も父母は大いに嘆く。一方神主は富士の御池に舟を用意し生贄の娘を据え置き、祝詞を上げ神事を執り行う。舟は沖に揺られて行き、大蛇が飲み込もうとする。
その時、富士権現の御使である日の御子（後シテ）が現れる。日の御子は生贄を止めるよう神託を残す。大蛇は神託を受け入れ、曇る空は晴れ風波は静まり、娘は父母の元に無事返される。

## 諸本
能「生贄」の謡本として「観世元頼本」「観世元忠本」等がある。このうち「観世元頼本」は「生贄」の筆跡から聖護院門跡道増の筆とされ、「観世元頼本」と「観世元忠本」は、書写時点は同一であったとされる。
また間狂言台本として「貞享松井本」・「貞享鞍貫本」・「貞享賀徳本（『大蔵流能間』）」等がある。
型付は『妙佐本仕舞付』に記録が残る。また江戸時代中期に書写されたとされる『聞書色々』に型付に関する内容があり、「池贄、此ツレハ有かゝりの能也。前ニ一段有テ、後ハはや物なり。狂言はやしも有リ。前後ニ二段有」や「二段ハヤ物有一段 生贄 狂言ハヤシ有」とある。
このように「生贄」の詞章・型付は現代に伝わっている。

## 背景
紀行文である貝原益軒『吾嬬路記』に
川合はし、此川下を三股といふ。生贄のうたひに作りし所也
とあるように、三股淵（謡曲では「富士の御池」）が能「生贄」の舞台の地であることは知られていた。
この富士下方の地には「生贄川（和田川の別名）」「生贄郷」といった呼称が存在し、生贄伝説の地として広く知られていた。また江戸時代の「駿河国富士山絵図」には地名として「字 生贄」とある。能「生贄」は、そのような土壌の上にあった。

## 展開
「生贄」はアーサー・ウェイリーによって英訳され、20世紀前半には海外にも紹介されている。ウェイリーは1921年に"The Nō Plays of Japan"という本の中でタイトル名「IKENIYE（The Pool-Sacrifice）」にて生贄を紹介した。但し、ウェイリー版は一部内容が省略された箇所がある。
またウェイリーは同じく謡曲「谷行」と併せて「生贄」の性格を以下のように解説している。
また生贄は廃曲となっていたが、昭和62年（1987年）に梅若紀彰（後に梅若六郎）により復曲された。